# Staatliches Museum Schwerin

Staatliches Museum Schwerin är ett statligt konstmuseum i tyska delstaten Mecklenburg-Vorpommern. Förutom huvudmuseet i Schwerin ingår även Güstrows och Ludwigslusts slott i museet. I dag omfattar samlingarna omkring 100 000 föremål.

## Historia
Museet grundades på initiativ av hertigen Fredrik Frans II av Mecklenburg-Schwerin 1882 i den mecklenburgska residensstaden Schwerin. Arkitekt var Hermann Willebrand.

## Verk ur samlingarna

### Målningar (urval)

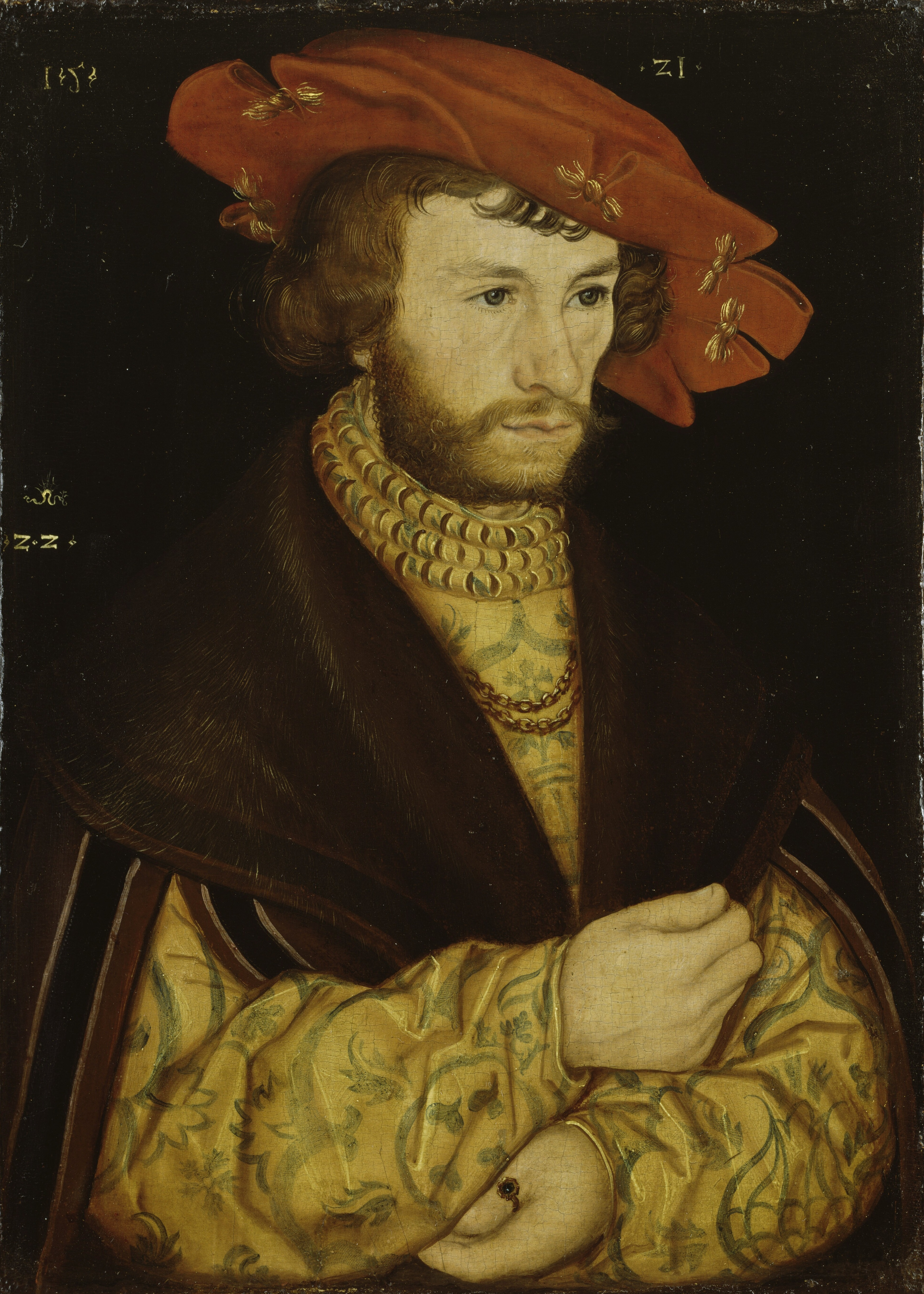
Porträtt av en ung man, Lucas Cranach den äldre
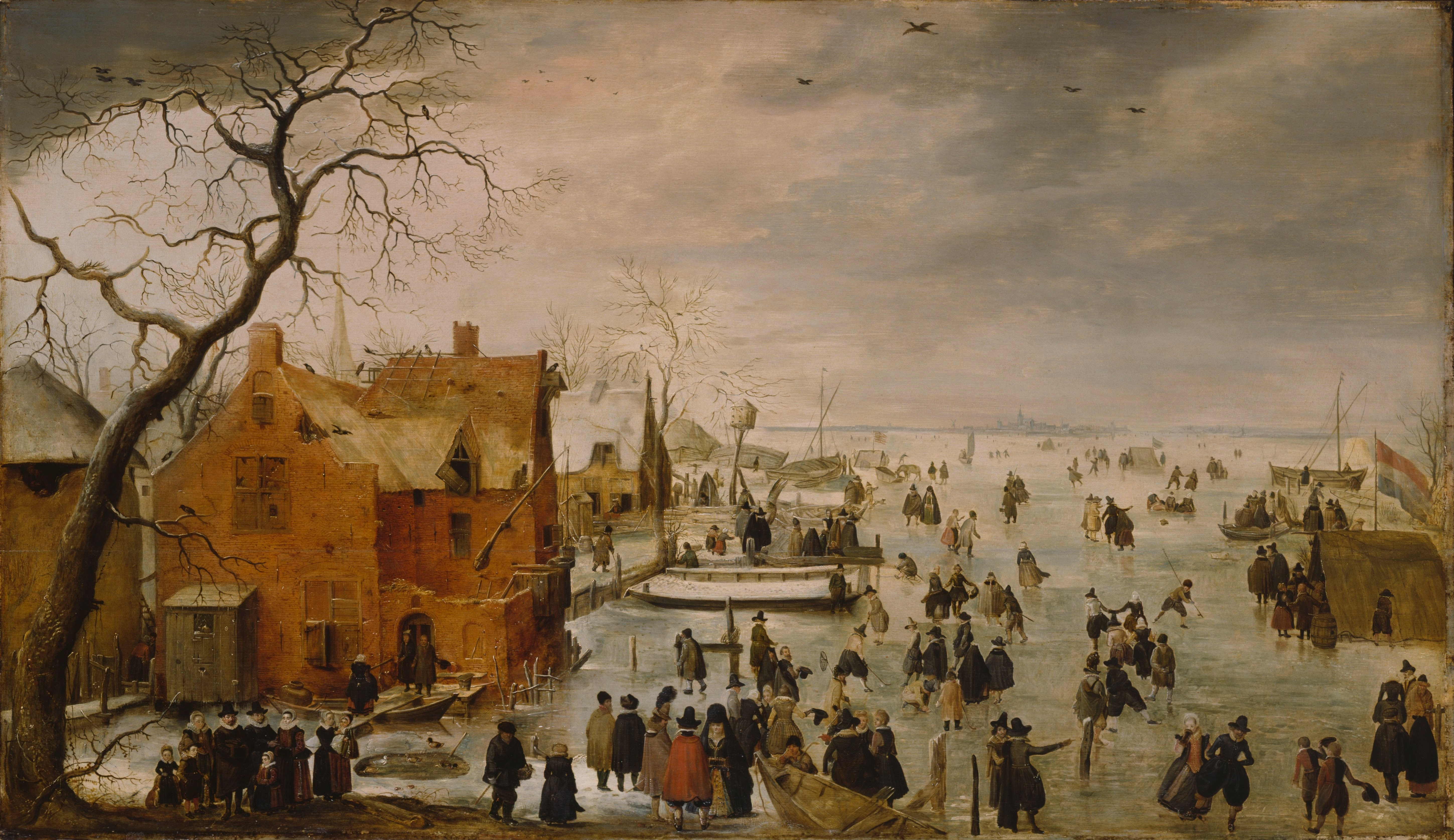
Islandskap, Hendrick Avercamp
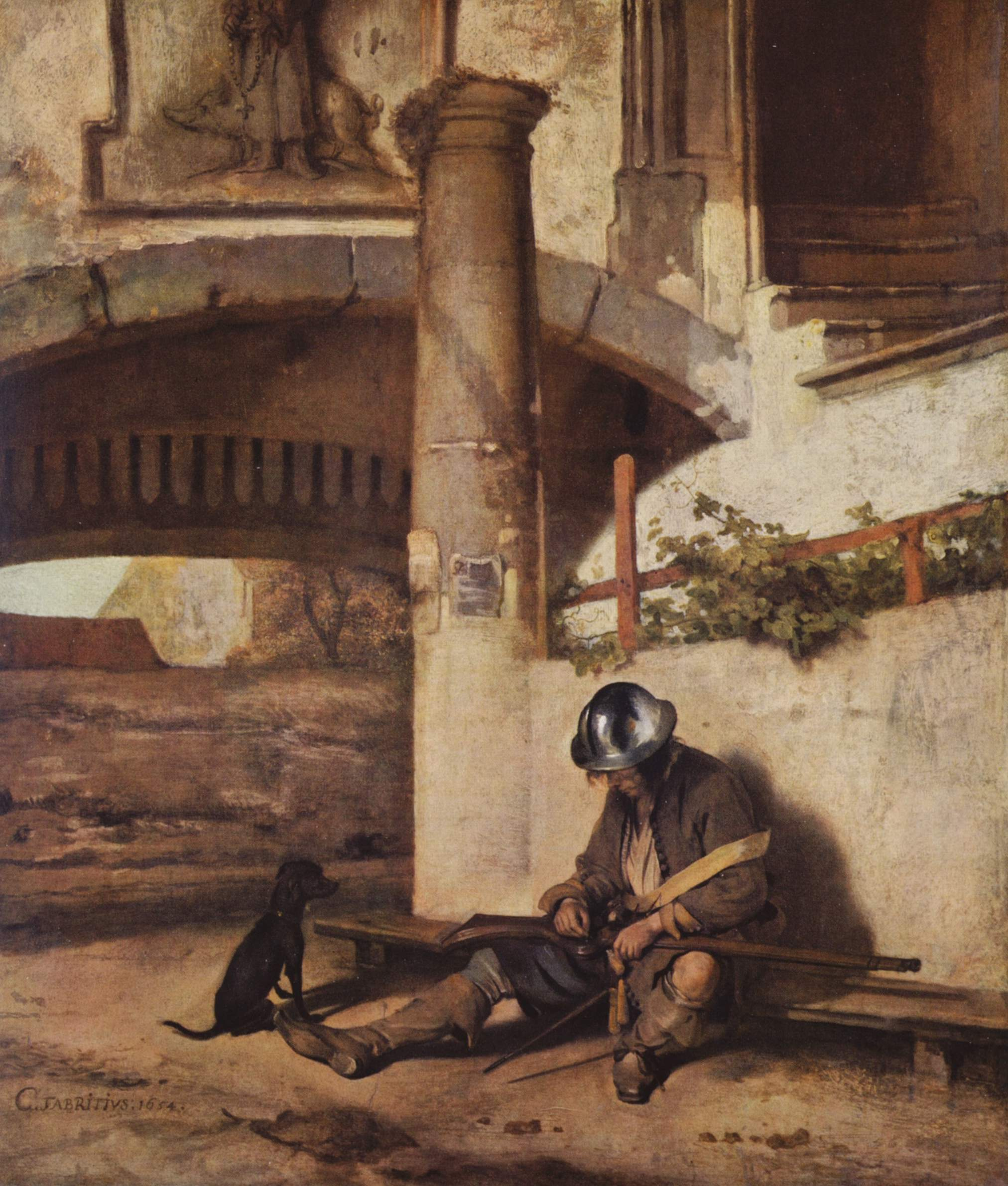
Vakten, Carel Fabritius
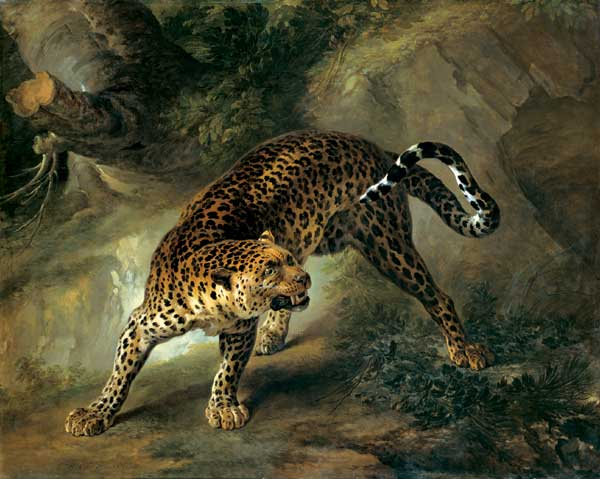
Leoparden, Jean-Baptiste Oudry
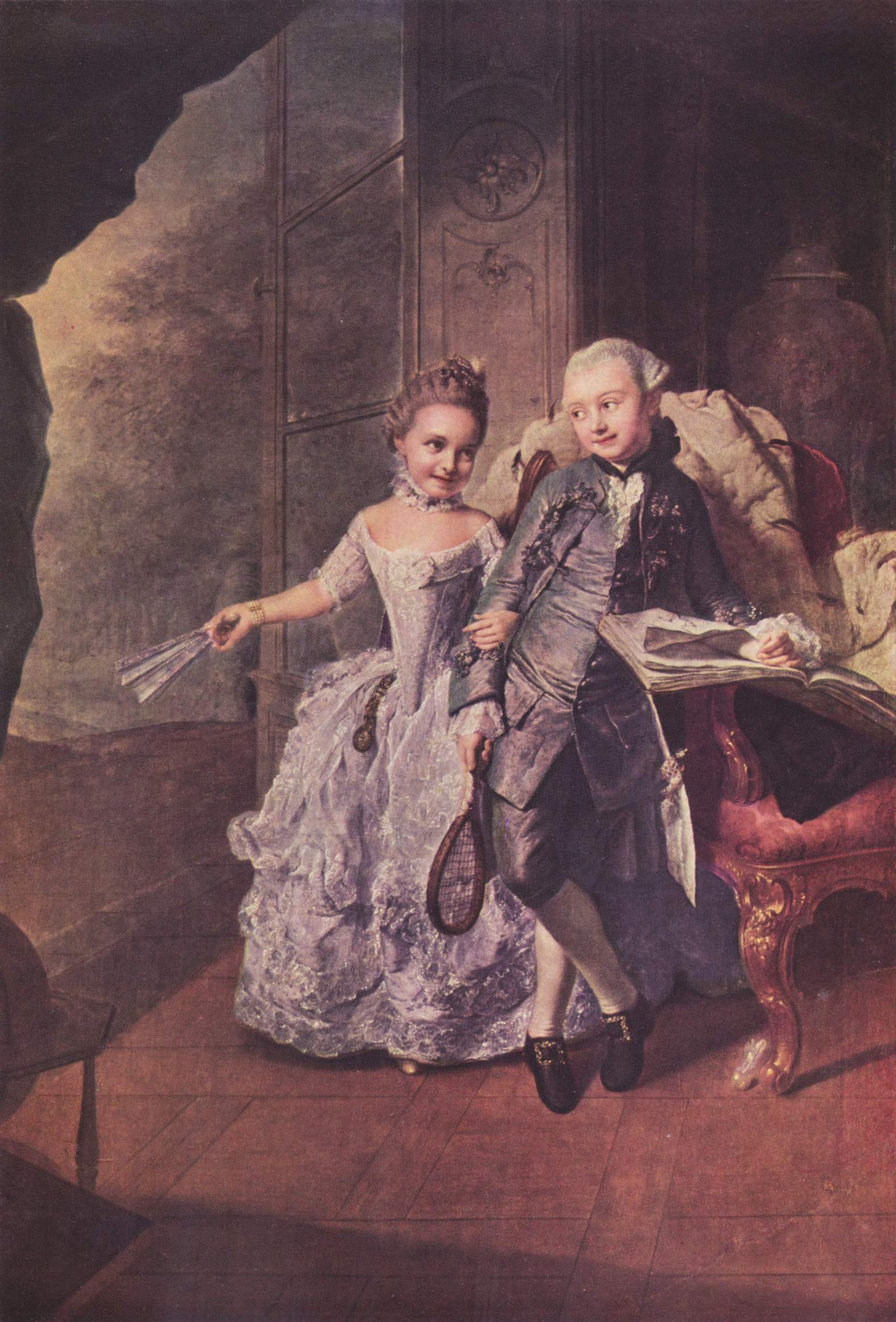
Porträtt av Fredrik Frans och hans syster Sophia Frederica, Georg David Matthieu
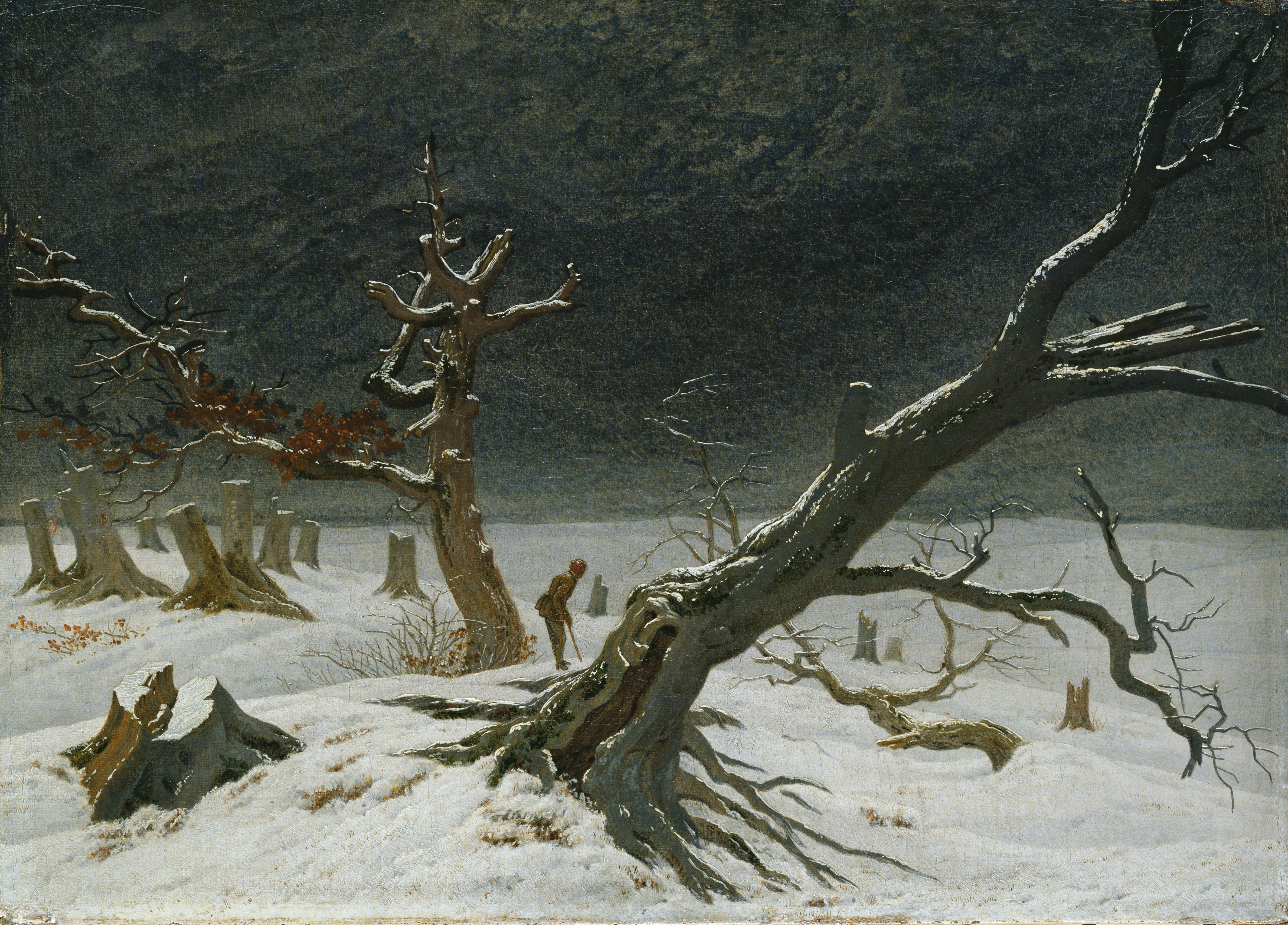
Vinterlandskap, Caspar David Friedrich
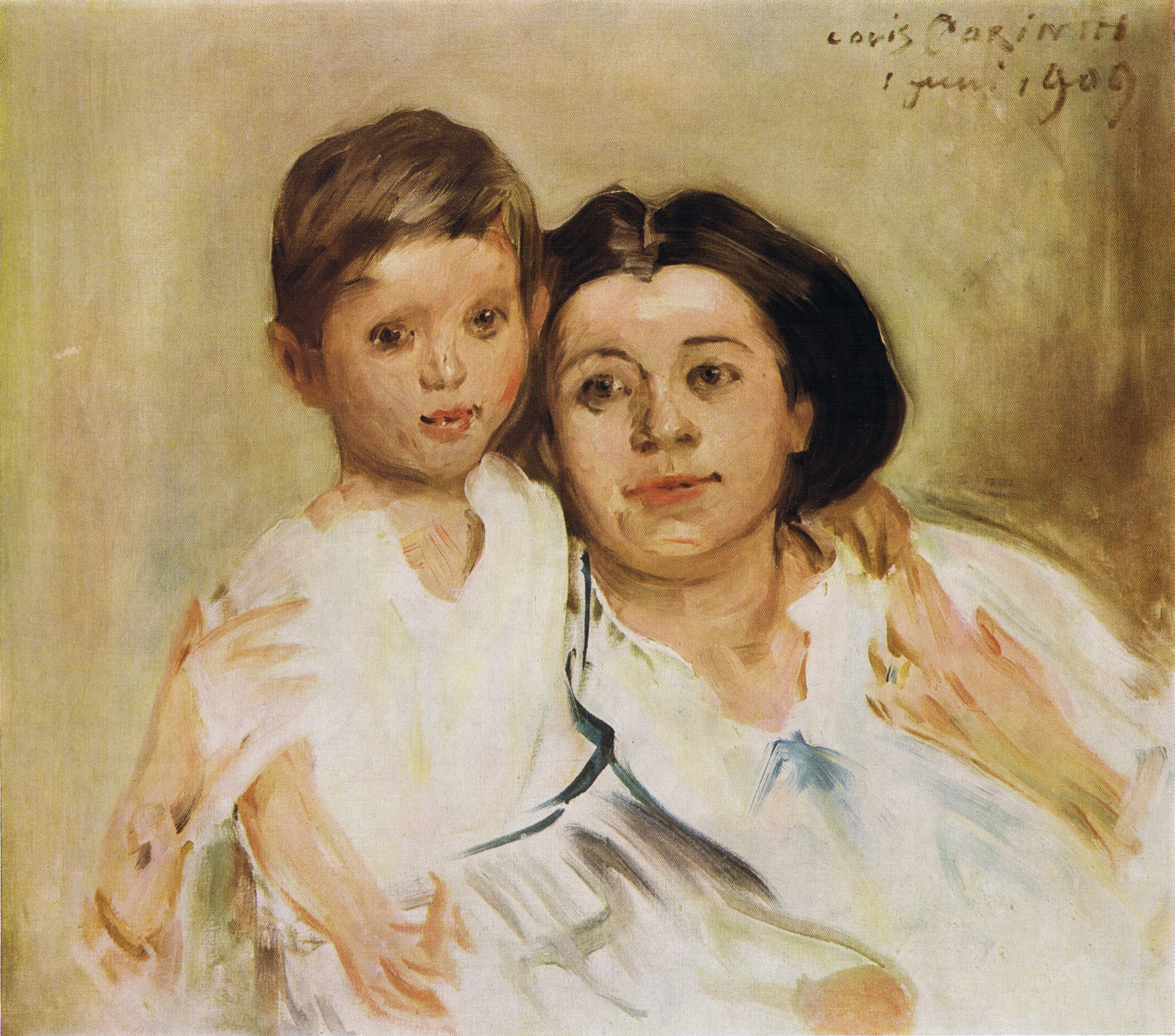
Charlotte Berend-Corinth och hennes son Thomas, Lovis Corinth